# VSH Foods
NV VSH Foods, tot 2000 Margarine- en Vettenfabriek NV, is een Surinaams bedrijf. Het staat genoteerd aan de Suriname Stock Exchange.

## Geschiedenis
De fabriek werd opgericht door René Chin Ten Fung, die qin maart 1960 de uitgifte van aandelen bekendmaakte. Bij elkaar werd 420.000 Surinaamse gulden aan aandelenkapitaal uitgezet; daarnaast werd een lening door verzekeringsmaatschappij NEN verstrekt. Jim Healy, eigenaar van Verenigde Surinaamse Holdingmij, werkte aan de ontwikkelingsplannen van de fabriek en had 10% van de aandelen in het bezit. De productie van margarine onder de merknaam Gelebek begon op 16 oktober 1963 in bijzijn van gouverneur Archibald Currie. De Werknemersorganisatie Margarine- en Vettenfabriek werd op 22 november 1969 geproclameerd.
In 1969 boekte de fabriek een verlies van bijna 70.000 Surinaamse gulden. In de tweede helft van de jaren zeventig werd een grote modernisering doorgevoerd van het productieproces en nieuwe machines aangeschaft. De resultaten verbeterden aanvankelijk, totdat tijdens het militaire regime in de jaren tachtig een economische recessie en een deviezenschaarste ontstond. De fabriek stond tot de jaren negentig meerdere keren stil omdat de aanvoer van grondstoffen uitbleef. Daarnaast werden vervangingsinvesteringen en renovaties uitgesteld. In 1996 werd de opgelopen achterstand in vergelijking met andere landen duidelijk toen Suriname toetrad tot de Caricom.
In 2000 kreeg de Verenigde Surinaamse Holdingmij (VSH) de meerderheid van de aandelen in haar bezit. In 2001 werd geld binnengehaald met een claimemissie. Er werden productiemachines en laboratoriumapparatuur gekocht en een productmagazijn gebouwd. Sinds 2003 wordt geëxporteerd naar Curaçao en sinds 2004 naar Trinidad en Tobago; later volgde Jamaica. In 2009 werd de naam van de fabriek gewijzigd in NV VSH Foods.
Assuria · Consolidated Industries Corporation · Elgawa · Hakrinbank · Self Reliance · Staatsolie · De Surinaamsche Bank · Surinaamse Brouwerij · Torarica Group · Varossieau · Verenigde Surinaamse Holdingmij · VSH Foods